# Prallethrin
Prallethrin (systematický název 2-methyl-4-oxo-3-prop-2-yn-1-ylcyklopent-2-en-1-ylester kyseliny (1R,3R)-2,2-dimethyl-3-(2-methylprop-1-en-1-yl)cyklopropankarboxylové, sumární vzorec C19H24O3) je pyrethroidový insekticid. Pod názvem prallethrin se běžně rozumí racemická směs osmi stereoizomerů.
Komerční insekticidní výrobky s prallethrinem mají většinou formu elektrického odpařovače nebo spreje.

## Toxicita
Při požití nebo při vdechování aerosolu je prallethrin mírně toxický. LD50 při orálním podání je pro samce potkana 640 mg/kg, pro samice 460 mg/kg. Inhalační smrtná koncentrace LC50 (při expozici 4 hodiny) je 855 mg/m3 pro samce, resp. 658 mg/m3 pro samice.
Při pokusech na zvířatech prallethrin nevykazuje dráždivost kůže, není senzibilizující a jen minimálně dráždí oči. Není mutagenní, karcinogenní ani nevykazuje reprodukční toxicitu. Je velmi toxický pro vodní organismy (např. pstruh duhový: LC50 12 μg/dm3, 96 h) a pro včely (LD50/48
28 ng), pro ptáky je však jen mírně jedovatý (např. křepel virginský: LD50 1 171 mg/kg, orálně).